# 다이렉트 뱅크
다이렉트 뱅크(direct bank)는 인터넷, 모바일 앱, 이메일 및 전화, 온라인 채팅, 모바일 수표 입금 등 기타 전자 수단을 통해서만 서비스를 제공하는 은행이다. 다이렉트 은행에는 지점 네트워크가 없다. 독립적인 은행 대행사 네트워크에 대한 액세스를 제공할 수 있으며 ATM(종종 은행 간 네트워크 제휴를 통해) 및 우편을 통해 은행에 대한 액세스를 제공할 수도 있다. 다이렉트 뱅크는 지점 네트워크 유지 비용을 없애고 디지털 기술을 선호하는 고객에게 편의성을 제공한다. 다이렉트 뱅크는 실제 은행이 제공하는 서비스 중 일부를 제공하지만 전부는 아니다.
다이렉트 뱅크 거래는 전적으로 온라인으로 이루어진다. 다이렉트 뱅킹은 "온라인 뱅킹"과 다르다. 온라인 뱅킹은 일반 은행에서 제공하는 인터넷 기반 옵션이다.
미국에서 다이렉트 뱅크는 연방준비제도이사회(Federal Reserve Board), 통화 감사원장 또는 미국 예금보험공사(FDIC)를 주요 규제 기관으로 하는 연방 은행 인가를 받은 온라인/지점 없는 기관으로 정의된다. 많은 직거래 은행은 FDIC의 보험에 가입되어 있으며 고객 자금에 대해 기존 은행과 동일한 수준의 보호를 제공하지만 이것이 사실인지 확인하는 것이 중요하다. 2022년 기준 미국 은행 고객의 27%가 다이렉트(즉, 온라인 전용) 뱅크를 이용하고 있다.
미국의 다이렉트 뱅크는 "인터넷전문은행"인 네오뱅크와 확연히 다르다. 네오뱅크는 연방 은행 허가가 없는 온라인 전용 은행 서비스 제공업체이다. 따라서 예금은 FDIC의 보호를 받지 않는다. 소속 고객은 은행 수수료에 더 민감한 젊은 층인 경향이 있다.